# An Evening with Elton John
An Evening with Elton John – pierwsza od trasy Big Picture Tour solowa trasa koncertowa Eltona Johna, która odbyła się w 1999 r. Obejmowała 40 koncertów w USA i 10 w Europie.

## Program koncertów

### Wczesne koncerty w USA
1. „Your Song”
2. „Skyline Pigeon”
3. „The Greatest Discovery”
4. „Border Song”
5. „Talking Old Soldiers”
6. „Daniel”
7. „Honky Cat”
8. „Come Down in Time”
9. „Sacrifice”
10. „Better Off Dead”
11. „I Guess That’s Why They Call It Blues”
12. „Ticking”
13. „Carla Etude”
14. „Tonight”
15. „I Don’t Wanna Go On with You Like That”
16. „The One”
17. „Written in the Stars”
18. „Mona Lisas And Mad Hatters”
19. „Take Me to the Pilot”
20. „Friends”
21. „Recover Your Soul”
22. „I Only Want To Be With You”
23. „Sorry Seems To Be The Hardest Words”
24. „Blue Eyes”
25. „Levon”
26. „Crocodile Rock”
27. „Don’t Let The Sun Go Down On Me”
28. „Circle of Life”
29. „Bennie and the Jets”
30. „The Last Song”

### Europa
1. „Your Song”
2. „Skyline Pigeon”
3. „The Greatest Discovery”
4. „Border Song”
5. „Live Like Horses”
6. „Daniel”
7. „Honky Cat”
8. „Rocket Man”
9. „Sacrifice”
10. „Better Off Dead”
11. „House”
12. „I Guess That’s Why They Call It the Blues”
13. „Ticking”
14. „Carla”/„Etude”
15. „Tonight”
16. „I Don’t Wanna Go On With You Like That”
17. „The One”
18. „Blue Eyes”
19. „Mona Lisa and Mad Hatters”
20. „Candle in the Wind”
21. „Take Me to the Pilot”
22. „Crocodile Rock”
23. „Don’t Let the Sun Go Down on Me”
24. „Circle of Life”
25. „Bennie and the Jets”
26. „The Last Song”

### Późniejsze koncerty w USA
1. „Your Song”
2. „Skyline Pigeon”
3. „The Greatest Discovery”
4. „Border Song”
5. „Live Like Horses”
6. „Daniel”
7. „Honky Cat”
8. „Rocket Man”
9. „Sacrifice”
10. „Better Off Dead”
11. „House”
12. „I Guess That’s Why They Call It the Blues”
13. „Ticking”
14. „Carla”/„Etude”
15. „Tonight”
16. „I Don’t Want To Go On With You Like That”
17. „The One”
18. „Blue Eyes”
19. „Mona Lisas & Mad Hatters”
20. „Candle in the Wind”
21. „Take Me to the Pilot”
22. „Crocodile Rock”
23. „Don’t Let the Sun Go Down on Me”
24. „Circle of Life”
25. „Bennie and the Jets”
26. „The Last Song”

## Lista koncertów

### Ameryka Północna – część 1
- 19 lutego – Roanoke, Wirginia, USA – Roanoke Civic Center
- 20 lutego – Chattanooga, Tennessee, USA – UTC Arena
- 23 lutego – Atlanta, Georgia, USA – Fox Theatre
- 26 lutego – Fort Myers, Floryda, USA – Everglades Arena
- 27 lutego – Gainesville, Floryda, USA – O’Connell Center
- 2 marca – Peoria, Illinois, USA – Peoria Civic Center
- 5 marca – Grand Rapids, Iowa, USA – Van Andel Arena
- 6 marca – Iowa City, Iowa, USA – Carver-Hawkeye-Arena
- 9 marca – Nashville, Tennessee, USA – Nashville Arena
- 10 marca – Carbondale, Illinois, USA – SIU Arena
- 12 marca – Hollywood, Kalifornia, USA – Hard Rock Live
- 13 marca – Pensacola, Floryda, USA – Pensacola Civic Center
- 16 marca – Jackson, Floryda, USA – Mississippi Coliseum
- 17 marca – Lafayette, Luizjana, USA – Cajundome
- 19 marca – Huntsville, Alabama, USA – Von Braun Center

### Ameryka Północna – część 2
- 21 maja – Bakersfield, Kalifornia, USA – Centennial Garden
- 22 maja – Fresno, Kalifornia, USA – Selland Arena
- 25 maja – Portland, Oregon, USA – Rose Garden
- 27 maja – Seattle, Waszyngton, USA – KeyArena
- 29 maja – Spokane, Waszyngton, USA – Spokane Arena
- 30 maja – Boise, Idaho, USA – BSU Pavillion
- 1 czerwca – Laramie, Wyoming, USA – Arena-Auditorium
- 4 czerwca – Kansas City, Missouri, USA – Kemper Arena
- 5 czerwca – Maryland Heights, Missouri, USA – Riverport Amphitheatre
- 6 czerwca – Mansfield, Massachusetts, USA – Tweeter Center
- 8 czerwca – Fort Wayne, Indiana, USA – War Memorial Coliseum
- 9 czerwca – Fairborn, Ohio, USA – Nutter Center
- 11 czerwca – Burgettstown, Pensylwania, USA – Star Lake Amphitheater
- 12 czerwca – Cuyahoga Falls, Ohio, USA – Blossom Music Center
- 15 czerwca – Hamilton, Kanada – Copps Coliseum
- 16 czerwca – Rochester, Nowy Jork, USA – Blue Cross Arena
- 18 czerwca – Baltimore, Maryland, USA – Baltimore Arena
- 19 czerwca – Providence, Rhode Island, USA – Providence Civic Center

### Europa – część 1
- 25 czerwca – Ludwigslust, Niemcy – Schlossberg
- 26 czerwca – Halle, Niemcy – Gerry Weber Stadion
- 29 czerwca – Drezno, Niemcy – Theaterplatz
- 2 lipca – Lucca, Włochy – Piazza Napoleone

### Europa – część 2
- 29 i 30 sierpnia – Leeds, Anglia – Harewood House
- 1 września – Pontevedra, Hiszpania – Plaza De Toros
- 4, 5 i 6 września – Kent, Anglia – Leeds Castle

### Ameryka Północna – część 3
- 5 października – Asheville, Karolina Północna, USA – Asheville Civic Center
- 12 października – Boston, Massachusetts, USA – Fleet Center
- 15 i 16 października – New York City, Nowy Jork, USA – Madison Square Garden
- 5 listopada – Madison, Wisconsin, USA – Kohl Center
- 12 listopada – Chicago, Illinois, USA – Arie Crown Theater
- 13 listopada – South Bend, Indiana, USA – Edmund P. Joyce Center
- 20 listopada – Vancouver, Kanada – General Motors Place